# Emblème du Koweït
L'emblème du Koweït est composé d'un faucon avec les ailes étendues portant un bateau, flottant sur une mer d'azur. Sous le parchemin, on peut lire, en arabe le nom du pays: "دولة الكويت" (Dawlat al-Kuwait), l’État du Koweït.

## Armoiries historiques

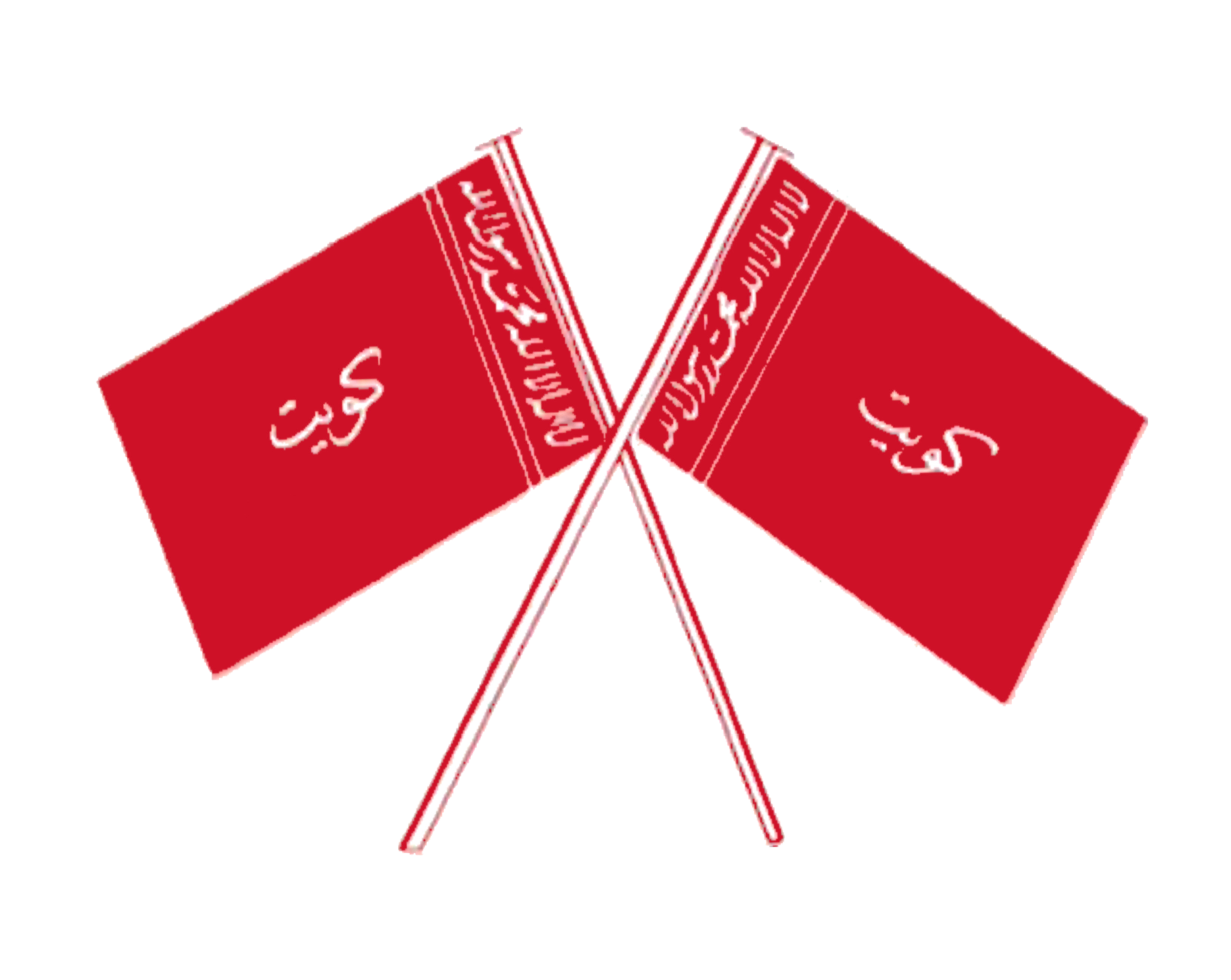
Emblème du Koweït (1921–1940)
Emblème du Koweït (1940–1956)
Emblème du Koweït (1956–1962)